# Josué Pesqueira
Josué Pesqueira (Valongo, 1990. szeptember 17. –) portugál válogatott labdarúgó, a lengyel Legia Warszawa középpályása.

## Pályafutása

### Klubcsapatokban
Pesqueira a portugáliai Valongo községben született. Az ifjúsági pályafutását a Porto csapatában kezdte, majd 2005 és 2007 között kölcsönben, a Padroense és a Candal akadémiájánál folytatta.
2009-ben mutatkozott be a Porto felnőtt keretében. 2009 és 2011 között a portugál Covilhã és Penafiel, illetve a holland VVV-Venlo csapatát erősítette kölcsönben. 2011-ben a Paços Ferreira szerződtette. 2013-ban visszatért a Portohoz. 2014-től 2016-ig a török Bursaspor, majd 2016-ban a Braga, illetve 2016-tól 2017-ig a Galatasaray csapatánál szerepelt kölcsönben. 2017-ben a török első osztályban szereplő Ankarasporhoz, majd 2018-ban az Akhisarsporhoz igazolt. Először a 2018. augusztus 27-ei, İstanbul Başakşehir ellen 3–1-re elvesztett mérkőzés 74. percében, Serginho cseréjeként lépett pályára. Első gólját 2018. október 29-én, a Göztepe ellen 1–0-ra megnyert találkozón szerezte meg. 2019-ben az izraeli Hapóél Beér-Sevához csatlakozott. 2019. október 5-én, a Hapóél Haifa ellen idegenben 3–0-ás győzelemmel zárult bajnokin debütált.
2021. július 1-jén kétéves szerződést kötött a lengyel első osztályban érdekelt Legia Warszawa együttesével. Először a 2021. július 24-én, a Wisła Płock ellen 1–0-ra megnyert mérkőzésen lépett pályára. Első ligagólját 2022. március 15-én, a Nieciecza ellen 4–1-es győzelemmel zárult találkozón szerezte meg.

### A válogatottban
Pesqueira az U18-as, az U19-es, az U20-as és az U21-es korosztályú válogatottakban is képviselte Portugáliát.
2013-ban debütált a felnőtt válogatottban. Először 2013. október 11-én, Izrael ellen 1–1-es döntetlennel zárult VB-selejtező 69. percében, Rúben Micaelt váltva lépett pályára.

## Statisztikák
2023. március 4. szerint

| Klub                     | Szezon   | Osztály       | Bajnokság | Bajnokság | Kupa és ligakupa | Kupa és ligakupa | Nemzetközi | Nemzetközi | Összesen | Összesen |
| Klub                     | Szezon   | Osztály       | Meccs     | Gól       | Meccs            | Gól              | Meccs      | Gól        | Meccs    | Gól      |
| ------------------------ | -------- | ------------- | --------- | --------- | ---------------- | ---------------- | ---------- | ---------- | -------- | -------- |
| Porto                    | 2008–09  | Primeira Liga | 0         | 0         | 2                | 0                | —          | —          | 2        | 0        |
| Covilhã (kölcsönben)     | 2009–10  | Segunda Liga  | 5         | 1         | 4                | 1                | —          | —          | 9        | 2        |
| Penafiel (kölcsönben)    | 2009–10  | Segunda Liga  | 14        | 1         | 0                | 0                | —          | —          | 14       | 1        |
| VVV-Venlo (kölcsönben)   | 2010–11  | Eredivisie    | 13        | 0         | 1                | 0                | —          | —          | 14       | 0        |
| Paços Ferreira           | 2011–12  | Primeira Liga | 19        | 0         | 4                | 1                | —          | —          | 23       | 1        |
| Paços Ferreira           | 2012–13  | Primeira Liga | 23        | 0         | 10               | 5                | —          | —          | 33       | 5        |
| Paços Ferreira           | Összesen | Összesen      | 42        | 0         | 14               | 6                | 0          | 0          | 56       | 6        |
| Porto                    | 2013–14  | Primeira Liga | 20        | 4         | 7                | 1                | 8          | 0          | 35       | 5        |
| Bursaspor (kölcsönben)   | 2014–15  | Süper Lig     | 30        | 7         | 9                | 2                | —          | —          | 39       | 9        |
| Bursaspor (kölcsönben)   | 2015–16  | Süper Lig     | 14        | 0         | 2                | 0                | —          | —          | 16       | 0        |
| Bursaspor (kölcsönben)   | Összesen | Összesen      | 44        | 7         | 11               | 2                | 0          | 0          | 55       | 9        |
| Braga (kölcsönben)       | 2015–16  | Primeira Liga | 12        | 2         | 5                | 1                | 5          | 2          | 22       | 5        |
| Galatasaray (kölcsönben) | 2016–17  | Süper Lig     | 25        | 2         | 7                | 2                | —          | —          | 32       | 4        |
| Ankaraspor               | 2017–18  | Süper Lig     | 9         | 0         | 1                | 1                | —          | —          | 10       | 1        |
| Akhisarspor              | 2018–19  | Süper Lig     | 20        | 2         | 4                | 2                | 5          | 0          | 29       | 4        |
| Hapóél Beér-Seva         | 2019–20  | Ligat ha'Al   | 28        | 4         | 2                | 2                | —          | —          | 30       | 6        |
| Hapóél Beér-Seva         | 2020–21  | Ligat ha'Al   | 25        | 9         | 1                | 0                | 9          | 4          | 35       | 13       |
| Hapóél Beér-Seva         | Összesen | Összesen      | 53        | 13        | 3                | 2                | 9          | 4          | 65       | 19       |
| Legia Warszawa           | 2021–22  | Ekstraklasa   | 30        | 2         | 4                | 1                | 10         | 0          | 44       | 3        |
| Legia Warszawa           | 2022–23  | Ekstraklasa   | 22        | 7         | 3                | 3                | —          | —          | 25       | 10       |
| Legia Warszawa           | Összesen | Összesen      | 52        | 9         | 7                | 4                | 10         | 0          | 69       | 13       |
| Összesen                 | Összesen | Összesen      | 309       | 41        | 66               | 22               | 37         | 6          | 412      | 69       |

### A válogatottban
| Válogatott | Év       | Pályára lépés | Gól |
| ---------- | -------- | ------------- | --- |
| Portugália | 2013     | 3             | 0   |
| Portugália | 2014     | 1             | 0   |
| Összesen   | Összesen | 4             | 0   |

## Sikerei, díjai
Porto
- Supertaça Cândido de Oliveira
  - Győztes (1): 2013

Braga
- Taça de Portugal
  - Győztes (1): 2015–16

Akhisarspor
- Turkish Super Cup
  - Győztes (1): 2018

Hapóél Beér-Seva
- Israel State Cup
  - Győztes (1): 2019–20

Legia Warszawa
- Lengyel Kupa
  - Győztes (1): 2022–23